# 東陽監査法人
東陽監査法人（とうようかんさほうじん、英語: Crowe Toyo & Co.）は、日本における準大手監査法人である。
世界第8位の会計事務所であるクロウ・グローバルと提携している。

## 概要
監査法人の中では古参の部類に入り、準大手最大の法人としての地位を占めてきた。大手監査法人の合併が落ち着き、五大監査法人体制（中央・朝日・トーマツ・太田昭和・センチュリー）が形成された1993年（平成5年）度の証券取引法監査クライアント数は55社で、大手5法人に次ぐ第6位であった。2003年（平成15年）よりホーワスインターナショナル（現：クロウ・グローバル）と提携していたが、2011年（平成23年）より提携先をBDOインターナショナルへ変更。同じ準大手の三優監査法人とともに二重提携となり、後発でありながら規模は三優を上回り最大のメンバーファームとなった。BDOへ乗り換えた後は三優との業務提携を進め、合弁でBDO Japan株式会社を設立するなどBDOの影響力を強く受け両者の関係が深まっていた。
しかしながら、2018年（平成30年）6月30日をもってBDOとの提携を解消し、再びクロウ・グローバルと提携することとなった。ちょうどクロウと提携していた優成監査法人が太陽有限責任監査法人に吸収合併され、クロウの日本での提携先が消滅するタイミングでの変更となった。
2013年（平成25年）に太陽ASG監査法人が霞が関監査法人を吸収して以降、現在はそれに次ぐ業界第6位の規模となっている。法人の特徴は大手・準大手監査法人の中で唯一とも言える非常勤比率の高さにあり、繁閑の差が激しい業界内において繁忙期のみ業務を行う職員が多数いるため、人員数は準大手では太陽に次ぐ2番目であり会計士比率も他法人より高くなっている。2015年度の業務収入は39億円で、保証業務がほぼ全てを占めており非監査業務の割合が準大手監査法人で最も低い。保証業務以外のサービスラインに係る関連会社として、かつてはコンサルティング業務を提供する東陽コンサルティング株式会社及び税務を提供する東陽税理士法人とともに東陽グループを形成していたが、BDOとの提携を前に前者は消滅、後者は東央税理士法人へと改称し無関係の法人になっている。現在BDOグループに属するBDO税理士法人及びBDOアドバイザリー株式会社はいずれも三優の系列である。
- 本部 - 東京都千代田区神田美土代町7番地 住友不動産神田ビル6F
- 名古屋事務所 - 愛知県名古屋市中村区名駅4-26-13 ちとせビル5F
- 大阪事務所 - 大阪府大阪市中央区南本町4-2-21 イヨビル6F
- 人員 - 社員54名、職員297名（職員のうち公認会計士177名、会計士補・試験合格者70名）、計351名（2024年6月30日時点、非常勤含む）
- クライアント数 - 上場クライアント80社を含む230社（2024年6月30日時点）[8]

### 主な金商法監査クライアント
有価証券報告書より、最近の監査報酬上位10社を以下に示す。
| 順位 | 会社名               | 業種       | 2023年度監査報酬 | 前身所属ならびに監査継続期間                            |
| ---- | -------------------- | ---------- | ---------------- | ------------------------------------------------------- |
| 1    | ベクトル             | サービス   | 1億6,300万円     | 2011年2月期以降（上場以来）                             |
| 2    | 三菱ガス化学         | 化学       | 1億2,200万円     | 1960年以降                                              |
| 3    | 岡三証券グループ     | 証券       | 1億1,100万円     | 1972年以降（上場以来）                                  |
| 4    | 日本コンクリート工業 | 土石製品   | 9,800万円        | 2023年3月期以降（トーマツ→東陽）                        |
| 5    | ウェルネオシュガー   | 食料品     | 7,500万円        | 2021年3月期以降（EY新日本→東陽）                        |
| 6    | 不二サッシ           | 金属製品   | 7,200万円        | 2011年3月期以降（新日本→東陽）                          |
| 7    | 日本証券金融         | その他金融 | 6,800万円        | 1952年以降 ※2503期で辞任                                |
| 8    | やまびこ             | 機械       | 6,500万円        | 2008年11月期以降（早野勝義事務所・森口博敏事務所→東陽） |
| 9    | 藤田観光             | サービス   | 6,400万円        | 2006年12月期以降（みすず→東陽）                         |
| 10   | ハピネット           | 卸売       | 6,000万円        | 1995年以降（上場以来）                                  |

- 他、主要な会社法単独監査クライアントとしてイノアックコーポレーション・産業革新投資機構などがある。

## 沿革
- 1971年（昭和46年）1月29日 - 監査法人日東監査事務所設立。
- 1981年（昭和56年）11月19日 - 虎ノ門共同事務所と合併し東陽監査法人に改名。名古屋事務所・大阪事務所を開設。
- 2003年（平成15年）3月 - ホーワスインターナショナル（現：クロウ・グローバル）と提携[9]。
- 2005年（平成17年）1月1日 - 監査法人西村会計事務所と合併。
- 2006年（平成18年）10月1日 - 東都監査法人と合併、大手以外で最大規模となる。
- 2011年（平成23年）1月4日 - BDOインターナショナルとメンバーファーム契約を締結。三優監査法人と合弁でBDO Japan株式会社を設立。
- 2018年（平成20年）7月1日 - BDOインターナショナルとのメンバーファーム契約を解消し、クロウ・グローバルと再度提携。

## 出来事

### 職員のインサイダー取引
2010年（平成22年）11月16日、当法人所属の公認会計士が業務上知った情報をもとにインサイダー取引をしたとして、課徴金118万円の納付を命ずる処分勧告を受けた。当会計士は2009年（平成21年）6月下旬、リオチェーンホールディングスに対する公開買付情報を公表日前に把握し、開設させた知人名義の証券口座と携帯電話を使用し同社株1万2,100株を購入。公表日後の売却により約78万円の利益を得て、その一部が謝礼としてその知人に支払われた。公認会計士のインサイダー取引は2008年（平成20年）の元新日本監査法人所属会計士の事例以来2例目となった。

### 株式会社プロデュースの監査証明をめぐる動き
2014年（平成26年）、東都監査法人（当時）所属の公認会計士が、株式会社プロデュースの2005年（平成17年）6月期・2006年（平成17年）6月期に係る財務書類の監査において、重大な虚偽表示を看過し無限定適正意見を表明したとして処分された。
2005年（平成17年）12月にジャスダックへ上場し、2008年（平成20年）に上場前からの粉飾が発覚して突如民事再生法を適用・上場廃止となった株式会社プロデュースは、IPO時（2005年6月期）に東都監査法人の会計監査を受けており、2008年（平成20年）6月期以降は隆盛監査法人（2011年破産）へ交代している。隆盛監査法人は、当該処分に係る業務執行社員が東都から独立して設立された監査法人である。そのため東陽監査法人及びその所属会計士が本件に直接関与していたわけではないものの、東都監査法人の法人格を継承する法人として訴訟が提起された。2017年（平成29年）7月19日に東京地裁は原告請求を棄却したが、その後控訴審にて2018年（平成30年）3月19日、東京高裁は一審判決を変更し東陽監査法人に約6億1,760万円の損害賠償を命ずる判決を下した（上告がなかったため確定）。